# شهرستان اوچی، شیمانه

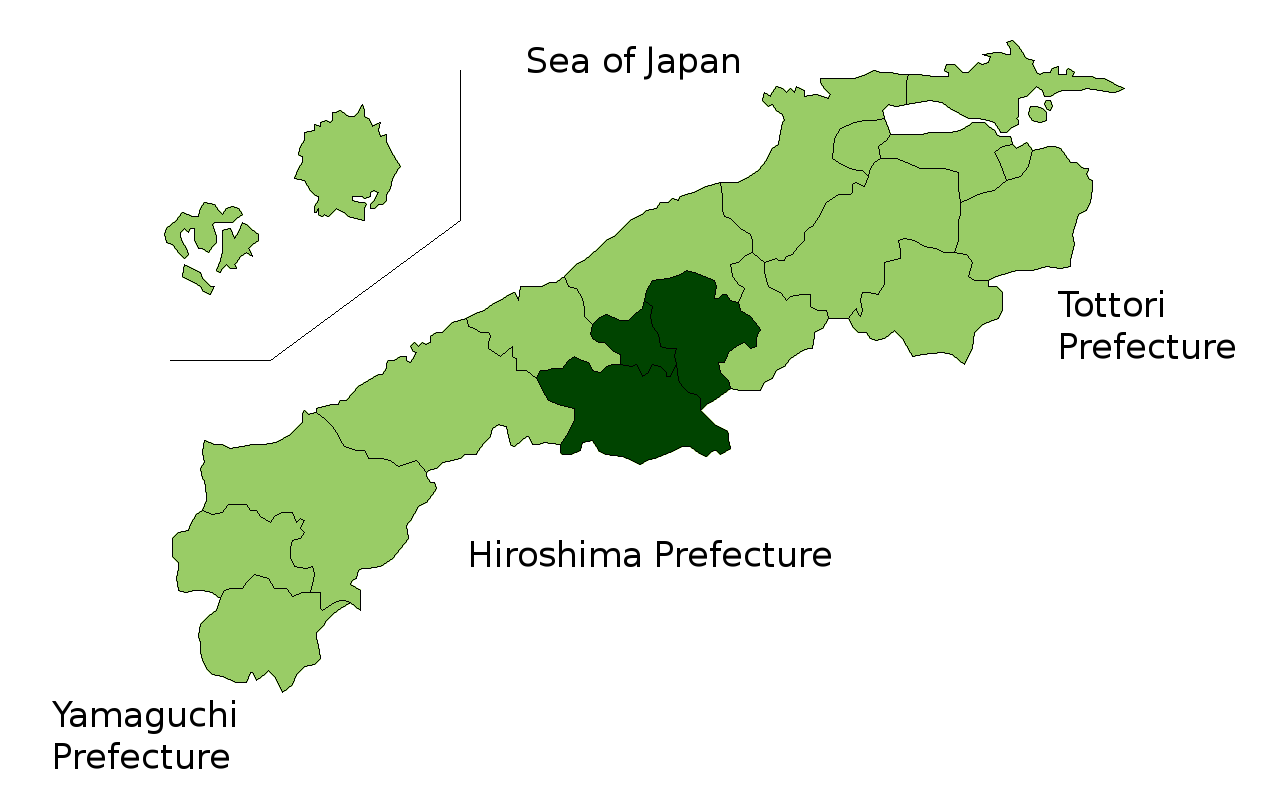
موقعیت شهرستان اوچی

شهرستان اوچی، شیمانه (به ژاپنی: 邑智郡 Ōchi-gun) یکی از شهرستان‌های ژاپن است که در استان شیمانه در ژاپن واقع شده است.